# 开元寺塔 (定州)
定县开元寺塔，又名“料敌塔”。位于河北省定州市城内，建于北宋，是中国现存最高的砖塔，高84米，列为第一批全国重点文物保护单位。

## 历史沿革

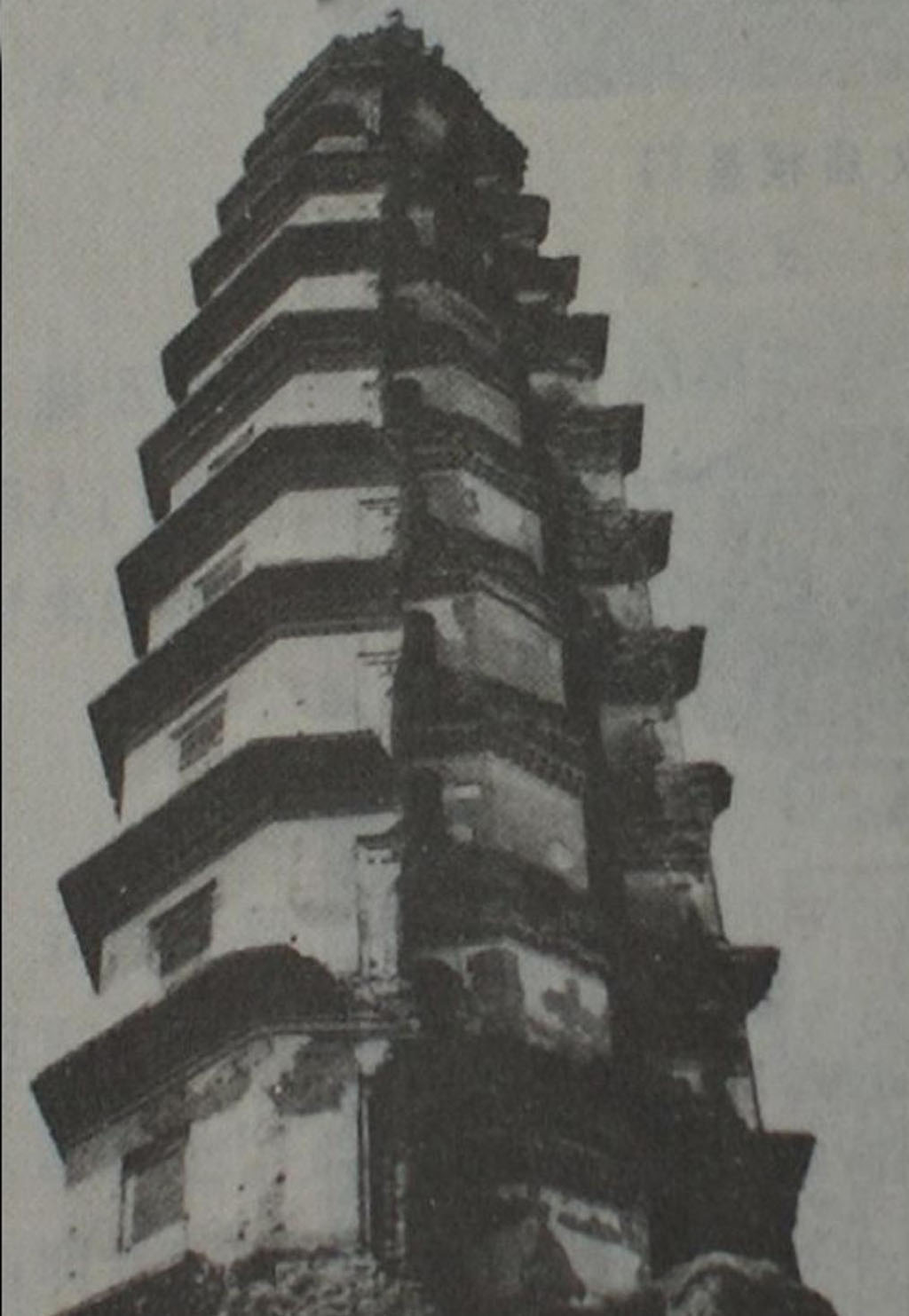
坍塌后的料敌塔，1935年

北宋咸平四年（1001年）因开元寺僧人會能往天竺取经，得舍利而归，宋真宗下诏建开元寺塔，工程浩大，共历时55年，至至和二年（1055年）方建成，故流传有“砍尽嘉山木，修成定州塔”的民谚。因当时定州地处前沿，军事地位十分重要。宋朝为了防御契丹，利用此塔瞭望敌情，故又名料敌塔（或瞭敌塔）。

## 形制
开元寺塔为八角形砖塔，十一层，高84米，是宋塔中最高的一座。塔身为白色，四面辟有塔门。顶部雕有忍冬覆钵，上有青铜塔刹。由于塔身宽大，整体采用穿心式与逥廊式结构结合，是北方唯一一座采用穿心式结构的塔。

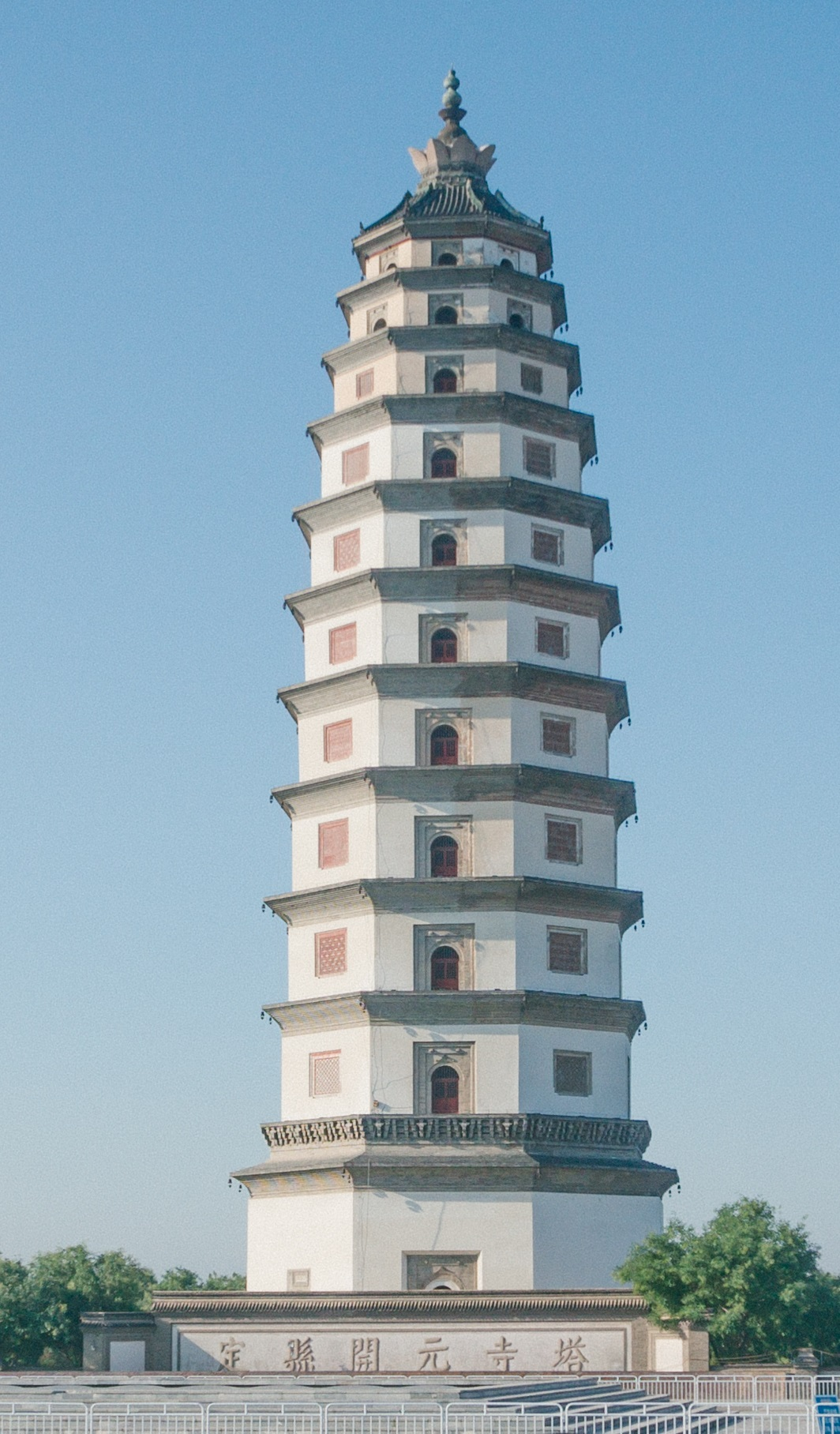
2014年的定县开元寺塔

## 保护
1961年3月4日，定县开元寺塔由中华人民共和国国务院公布为第一批全国重点文物保护单位，编号1-70
。